# Денк (партия)
Денк (нидерл. DENK, нидерландское произношение: [dɛŋk] — «думать»; по-турецкий DENK - «равноправный») — политическая партия в Нидерландах, представляющая интересы турецкой общины страны.
Основана Тунаханом Кузу и Сельджуком Озтюрком — двумя голландскими депутатами турецкого происхождения в Палате представителей, покинувшими Партию труда 13 ноября 2014 года. 9 февраля 2015 года они дали своей парламентской группе название Денк и опубликовали политический манифест о создании движения в поддержку прав мигрантов, борьбы с расизмом и «толерантного и солидарного общества». На парламентских выборах 2017 года партия Денк получила три мандата, что гарантировало Кузу и Эзтюрк их депутатские места, а нынешним лидером партии является Фарид Азаркан.

## История
Основатели покинули ряды социал-демократов из-за несогласия с политикой партии по интеграции мигрантов. Их разногласия с Партией труда обострились после предложений партийного лидера и вице-премьер-министра правительства Лодевика Ассхера по наблюдению за турецкими исламистскими oрганизациями, а также внутрипартийными дискуссиями вокруг доклада, утверждавшего, что 90 % молодёжи турецкого происхождения в стране поддерживали ИГИЛ.
В 2016 году в партии состояла темнокожая телеведущая и актриса суринамского происхождения Сильвана Симонс, привлечённая обещаниями партии бороться с ксенофобией и за права женщин. В том же году она отделилась и создала партию левого толка Artikel 1 (ныне Bij1).

## Манифест
Движение разработало политический манифест в феврале 2015 года, из которого в ноябре 2016 года выросла политическая партия «Думающие Нидерланды» (Denk).
Программа партии включала следующие пять пунктов:
- терпимое общество, в котором мы принимаем друг друга.
- заботливое общество, в котором мы заботимся друг о друге.
- учащееся общество, в котором мы находим применение талантам каждого.
- устойчивое общество, в котором мы должны думать об окружающей среде.
- справедливое общество, способствующее международной справедливости.

Движение хочет установить памятник в память о труде и включить историю миграции как один из важнейших моментов образовательного процесса. Они предлагают заменить термин «интеграция» понятием «принятие» и избегать употребления слова «иммигрант». В манифесте движения отмечается, что люди незападного происхождения реже находят работу или стажировку и часто имеют негативный опыт взаимодействия с правоохранительными органами. Там также говорится, что расизм в Нидерландах носит структурный и институциональный характер и поэтому требуется создание «реестра проявлений расизма».
Движение предлагает, чтобы в образовании разнообразие в классе соответствовало разнообразию среди учителей, а в каждой школе в Нидерландах в качестве факультативных предметов было введено изучение китайского, арабского и турецкого языков, утверждая, что это будет полезно для экономики страны и международных отношений. Согласно тому же манифесту, имамов следует назначать не только в мечети, но и в учреждения здравоохранения, тюрьмы и вооруженные силы.
Денк считает, что Организация Объединенных Наций и ее Совет Безопасности нуждаются в фундаментальной реформе и что Европейский союз должен проводить независимую внешнюю политику. Движение собирается бороться с исламским экстремизмом путем искоренения его причин, которые, по мнению партии, вызваны безнадегой, социальной изоляцией и несправедливостью. Что касается израильско-палестинского конфликта, то партия выступает за то, чтобы Европа укрепила международную позицию Палестины и чтобы Нидерланды признали Государство Палестина.

## Критика
При этом саму партию также критиковали за проявления ксенофобии, связи с правоконсервативной властью Турции, использование в соцсетях интернет-троллей с фейковыми аккаунтами. Так, программа партии на парламентских выборах в Нидерландах 2017 года в контексте геноцида армян (избегая этого термина) оплакивает не только армянскую, но и турецкую сторону, призывая к проведению «независимого международного расследования» и утверждая, что нет единого мнения относительно масштабов и причин трагедии.
Двум лидерам и основателям партии вменяли тесную связь с правящей в Турции Партией справедливости и развития президента Реджепа Тайипа Эрдогана, указывая что те уклоняются от критики политики Эрдогана и турецкого правительства. Денк была единственной партией в Нидерландах, которая не требовала освобождения турецко-голландского блогера, который был арестован за твит о Эрдогане. Партия также подверглась резкой критике за то, что она отказалась осудить чистки, продолжающиеся в Турции с 2016 года.
Diyanet, турецкое правительственное подразделение, позволило Денку продвигаться в голландских мечетях, контролируемых Diyanet. На 2018 год насчитывается 146 таких мечетей.